# Vista Georgia
Vista Georgia war eine georgische Fluggesellschaft mit Sitz in Tiflis und Basis auf dem Flughafen Tiflis.

## Geschichte
Vista Georgia wurde im Jahr 2010 gegründet. Im Zuge des Bürgerkrieges in Libyen und der dadurch erfolgten Zerstörung eines Großteils der Flotte libyscher Fluggesellschaften und dem daraus erfolgten Flugverbot libyscher Gesellschaften für den europäischen Luftraum vermietete Vista Georgia vier Flugzeuge an Afriqiyah Airways und Air Libya.
Das Unternehmen hat den Betrieb 2015 eingestellt.

## Flotte
Mit Stand Dezember 2015 bestand die Flotte der Vista Georgia aus zwei Flugzeugen mit einem Durchschnittsalter von 19,4 Jahren:
| Flugzeugtyp    | Luftfahrzeugkennzeichen | Anmerkungen |
| -------------- | ----------------------- | ----------- |
| Boeing 737-300 | 4L-AJO                  |             |
| Boeing 737-300 | 4L-AJY                  |             |